# Pyssysaari (ö i Mellersta Finland, Jämsä)
Pyssysaari är en ö i Finland. Den ligger i sjön Iso Pihlajajärvi och i kommunen Kuhmois i landskapet Mellersta Finland, i den södra delen av landet, 170 km norr om huvudstaden Helsingfors. Öns area är 2,3 hektar och dess största längd är 310 meter i sydväst-nordöstlig riktning.